# Manzana de Espinal
Manzana de Espinal är en ort i Mexiko.   Den ligger i kommunen San Miguel Achiutla och delstaten Oaxaca, i den sydöstra delen av landet, 290 km sydost om huvudstaden Mexico City. Manzana de Espinal ligger 1 966 meter över havet och antalet invånare är 163.
Terrängen runt Manzana de Espinal är kuperad västerut, men österut är den bergig. Runt Manzana de Espinal är det glesbefolkat, med 13 invånare per kvadratkilometer. Närmaste större samhälle är San Pedro Tidaá, 12,7 km öster om Manzana de Espinal. I omgivningarna runt Manzana de Espinal växer huvudsakligen savannskog.